# 知念半島

南城市と知念半島

知念半島（ちねんはんとう）は、沖縄島の南部東岸にあり、中城湾に東北方向に突出した半島。長さ4キロメートル余り、幅3-4キロメートルで、面積は約15平方キロメートル。平成の大合併により、半島全域が南城市となった（かつては半島西部は佐敷町、他の地域は知念村に属していた）。半島の北端には知名崎、東端には知念崎があり、中央部には標高150メートルに達する琉球石灰岩の台地が形成されているが、地質は弱く地すべりの危険性がある。台地の北側は比較的緩やかな傾斜であるのに対して南部の傾斜は急である。集落は水の得にくい台地上ではなく、半島北部では海岸低地、南部では斜面中腹に形成されている。